# 今日のノルマさん
『今日のノルマさん』（きょうのノルマさん）は、ふかさくえみによる日本の4コマ漫画。初出は同人誌即売会COMITIAで配布されたペーパーに描かれた3本の4コマ漫画で、これがのちに担当となる竹書房の編集の目にとまり、月刊『まんがくらぶオリジナル』にゲスト掲載された後、同社の月刊『まんがライフオリジナル』に2014年6月号から2016年8月号まで連載された。[単行本は全2巻で、ふかさくの4コマ漫画作品としては初の商業誌]の単行本となる。第1巻は4コマオブザイヤー2015新刊部門で第2位を獲得した。

## あらすじ
厳格な父親の教育方針で、極端に禁止事項の多い環境で育った主人公・ルマ子が、初めて通うことになった中学校で、日々の目標（=ノルマ）を通じて自身の世界を広げ、友人たちとともに成長していく物語である。単行本1巻は春のエピソード、2巻は夏のエピソードを収録している。

## 登場人物

### 紫陽花中学2年B組のクラスメイト
星野 ルマ子
本作の主人公。実家から離れて、ルマ子のために建てられた別荘（キャベツ荘）から学校に通う。名前は、イタリア語でカタツムリを表す「ルマーカ (it:Lumaca) 」から採られた。優雨により「ノルマさん」（星「野 ルマ」子から）のあだなを付けられた。
青葉 優雨
おおざっぱで自由な性格で、最初にルマ子の友達になる。勉強と泳ぎが苦手。ルマ子からは「ゆーちゃん」と、唯一ちゃん付けで呼ばれている。小学生の弟、晴次郎がいる。
蝶番 ベランジェール
小学4年の時にフランスから日本に来た帰国子女。バター飴をもらった時から、優雨のことが気になっている。
芋畑 あおい
温和な性格で、穏やかに周りを見守る。ソフトボール部所属。牡丹とは幼稚園入園前からの幼馴染で、優雨とは小学校に入り同じクラスになる。
梅里 牡丹
用心深く、人づきあいには慎重。茶道部所属。身長は低めで、頭に大きなリボン]を付けている。漢字検定2級所持。

### その他の登場人物
雲竜寺 りん
ルマ子専属のメイド。ルマ子にとって何が一番かをよく考えており、慕われている。
星野 風子
ルマ子の母親。「『御守石』のご利益で家が繁栄する代わり、主は一切土地から離れてはならない」という星野家のしきたりに反対し、御守石を叩き割る。その翌日、交通事故に遭う。
星野 正治郎
ルマ子の父親。風子の事故以来、ルマ子を災いから守るため、禁止事項を増やしていく。
土浦先生
ルマ子たちの担任教師。中学生の頃には、自転車で北海道まで無計画に行こうとするなど、無謀な一面も。

## 書誌情報
- ふかさくえみ『今日のノルマさん』竹書房 〈BAMBOO COMICS〉、全2巻
  1. 2015年5月27日発売（2015年6月10日発行） ISBN 978-4-8019-5250-8
  2. 2016年8月27日発売（2015年9月10日発行） ISBN 978-4-8019-5618-6